# Battel

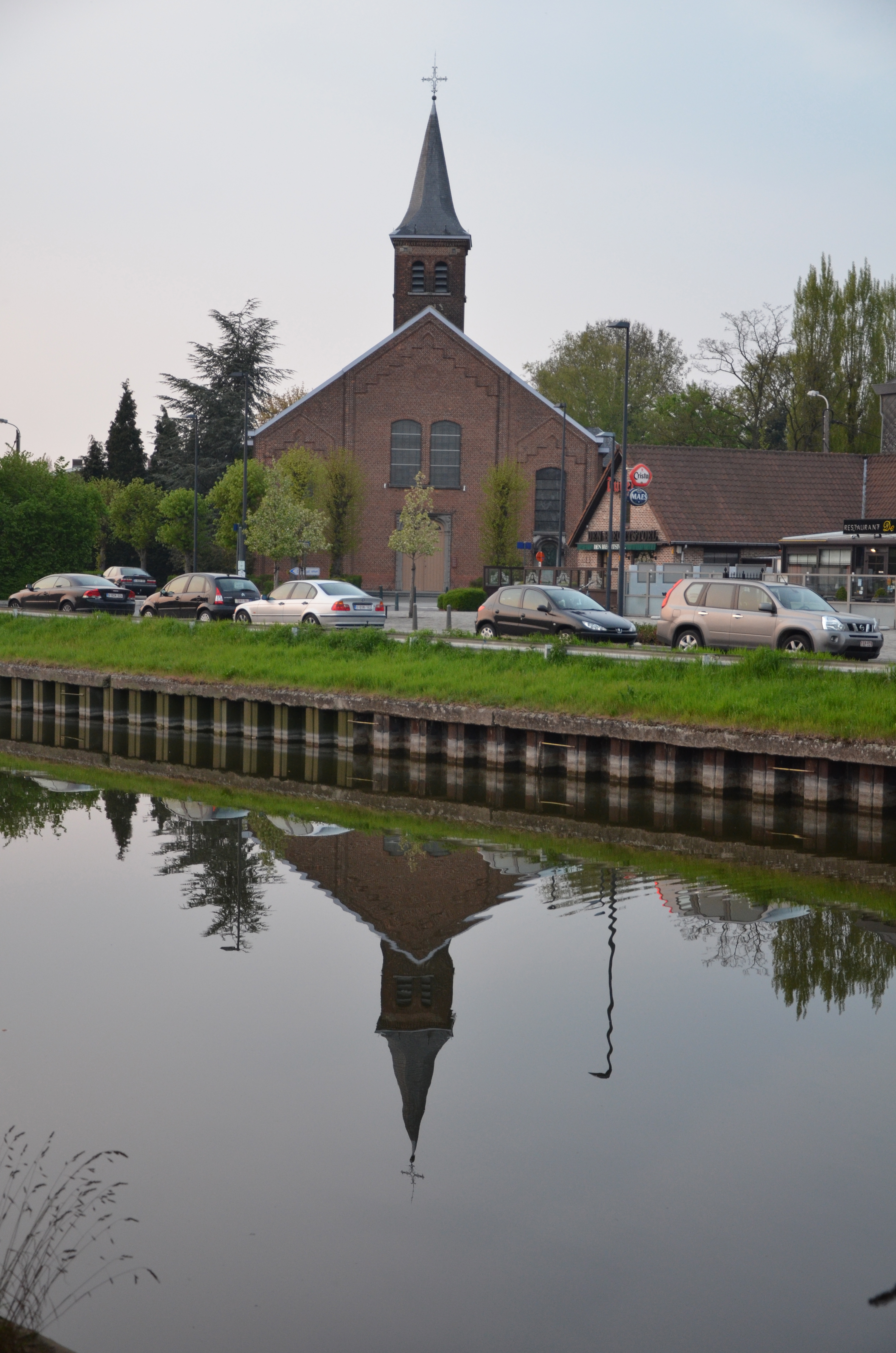
Sint-Jozefkerk achter de Zennegatvaart

Battel is een gehucht en wijk van Mechelen. Verder naar het westen liggen de deelgemeenten Heffen en Leest.
De wijk bevindt zich tussen de Dijle en het Kanaal Leuven-Dijle, die er min of meer parallel lopen en noordelijker samenkomen in het Zennegat.
De N16 loopt met de Battelbrug over het kanaal Leuven-Dijle. Even verder ligt het knooppunt met de E19 en de R6.

## Geschiedenis
De oudste sporen van bewoning in Battel zijn ongeveer 6.000 jaar oud. De ligging aan de Dijle en de aanwezigheid van enkele hoger gelegen gebieden maakten de plaats aantrekkelijk. De Romeinse heerweg naar Keulen liep door Battel. 
De plaatsnaam Battel werd voor het eerst vermeld in de 12e eeuw. Etymologisch is dit een samenstelling met "-lo", een bos op een hoger gelegen gebied. Het voorvoegsel zou een verbastering van "bachten" (achter) of van een persoonsnaam kunnen zijn.
In de 14e eeuw vormde Battel een gehucht binnen de heerlijkheid Mechelen. De bevolking bestond vooral uit landbouwers (en dit bleef zo tot in de 19e eeuw). In 1455 is er een eerste melding van een Heilig Kruiskapel in Battel. Deze kapel was bekend wegens haar processie maar werd in 1580 door de geuzen vernield. In de 16e eeuw werden enkele schansen gebouwd in Battel als verdedigingsgordel rond Mechelen. Het tolhuis van Battel is voortgekomen uit zo'n schans, waar ook tol op goederen moest worden betaald. Door de aanleg van het Kanaal Leuven-Dijle (1750-1753) werd het gehucht doormidden gesneden.
In 1627 was de Heilige Jozefkapel gebouwd in Battel. Deze werd eind 18e eeuw in de Franse tijd afgebroken. Omdat de gelovigen uit Battel nu naar Mechelen ter kerke moesten gaan, starten zij een petitie voor een eigen kerk. In 1862 werd de Sint-Jozefkerk ingehuldigd en in 1867 werd Battel een zelfstandige parochie. Verder kwamen er in Battel een klooster en een jongens- en een meisjesschool.
Eind 19e eeuw vestigden enkele adellijke families zich in Battel, waarvan de familie Empain de bekendste was. Baron Édouard Empain liet een kasteeltje aan het kanaal verbouwen en vergroten. Dit kasteel werd in 1952 afgebroken en enkel het koetshuis bleef bewaard.
In de jaren 1950 kwamen er nieuwe wijken in Battel voor de groeiende bevolking. In de jaren 1970 werd het afrittencomplex van de E19 bij Battel aangelegd.

## Bezienswaardigheden[2]
- Sint-Jozefskerk (19e eeuw)
- Hof ter Linden, neoclassicistische kasteel (eind 19e eeuw)
- Hooghuis, hoevecomplex (16e - 18e eeuw)

## Natuurgebieden
- Zennegat
- Den Battelaer en Oude Dijlearm

## Nabijgelegen kernen
Mechelen, Heindonk, Heffen, Walem